# Portage financier
Le portage financier est un achat d'actions d'entreprises avec contrat de revente ultérieur, par exemple à d'autres actionnaires de l'entreprise, leur assurant ainsi un financement-relais dans l'attente qu'ils puissent en devenir (ou redevenir) propriétaires.
Il est assuré par des organismes financiers, notamment les banques d'investissement.

## Statut juridique et fiscal
Le portage financier est une convention qui consiste à confier ses titres à un tiers, à titre provisoire ou jusqu'à une date donnée. À charge du porteur de les vendre ou les restituer au donneur d’ordre.
Ce dernier le rémunère généralement pour ce service et s’engage à les lui racheter ou à les faire racheter par un tiers, à un terme convenu moyennant un prix fixé à l'avance.
Le porteur est le plus souvent un établissement de crédit associé temporairement au donneur d'ordre qui fournit un service financier au donneur d’ordre.
Il n’existe pas de véritable définition juridique du portage.
Contrat innommé, le portage d’actions repose généralement sur des promesses croisées de vente et d’achat et peut s’opérer sous différentes formes juridiques.
Il peut relever de l’irrévocabilité des promesses d’achat et de vente des titres à l’autre à un prix défini et une date déterminée.
Le portage peut aussi avoir pour cadre une société en participation où le porteur, après avoir acquis les actions, constitue avec l’ordonnateur une société en participation à laquelle il contribue  pour un montant infime. Le donneur d’ordre posséde de son côté la presque totalité des autres actions.
Le portage peut également être soutenu par un prêt dit de consommation d’actions. Dans ce contrat, l’une des parties livre à l’autre un certain nombre de choses vouées à la disparition par l’usage. À charge pour cette dernière de la lui rendre ensuite en même quantité et qualité au terme convenu.
D’un point de vue fiscal, le portage est traité comme deux ventes successives à part entière, avec transfert du droit de propriété qui en résulte, constatation d’un gain ou d’une perte en capital et application du régime fiscal dont relèvent le cédant et le cessionnaire.